# Evelyne Viens
Evelyne Viens (L'Ancienne-Lorette, 6 febbraio 1997) è una calciatrice canadese, attaccante della Roma e della nazionale canadese.

## Carriera

### Club e calcio universitario
Il 18 agosto 2023 Viens viene ingaggiata a titolo definitivo dalla Roma, in Serie A, con cui firma un contratto triennale.
Nella sua prima stagione in maglia giallorossa contribuisce alla vittoria del secondo campionato consecutivo, segnando 13 reti e laureandosi così capocannoniera del torneo. Diventa così la giocatrice meno prolifica ad aggiudicarsi il riconoscimento (battendo il record precedente di Daniela Sabatino, miglior marcatrice con 15 gol). Partecipa anche al successo finale in Coppa Italia, segnando la rete del 3-3 al 90' che allungherà la partita ai tempi supplementari.
A fine stagione viene eletta dalla FIGC Calcio Femminile miglior attaccante della stagione.

### Nazionale
Viens viene convocata dalla Federcalcio canadese per vestire la maglia della nazionale femminile in occasione dell'edizione 2021 della SheBelieves Cup, debuttando il 18 febbraio, rilevando la pari ruolo Deanne Rose nell’incontro perso per 1-0 con gli Stati Uniti.. A disposizione del commissario tecnico Bev Priestman, nel torneo viene utilizzata in tutti i tre incontri giocati dalla sua nazionale, classificandosi al terzo posto. Da allora Priestman continua a darle fiducia, convocandola anche in due successive amichevoli, segnando la sua prima rete per il Canada il 9 aprile 2021, quella del parziale 2-0 contro il Galles e aprendo le marcature nella vittoria per 2-0 con l'Inghilterra quattro giorni più tardi.

## Statistiche

### Presenze e reti nei club
Statistiche aggiornate al 17 maggio 2025.
| Stagione                 | Squadra                  | Campionato               | Campionato | Campionato | Coppe nazionali | Coppe nazionali | Coppe nazionali | Coppe internazionali | Coppe internazionali | Coppe internazionali | Altre coppe | Altre coppe | Altre coppe | Totale | Totale |
| Stagione                 | Squadra                  | Comp                     | Pres       | Reti       | Comp            | Pres            | Reti            | Comp                 | Pres                 | Reti                 | Comp        | Pres        | Reti        | Pres   | Reti   |
| ------------------------ | ------------------------ | ------------------------ | ---------- | ---------- | --------------- | --------------- | --------------- | -------------------- | -------------------- | -------------------- | ----------- | ----------- | ----------- | ------ | ------ |
| 2020-2021                | Paris FC                 | D1                       | 14         | 11         | CF              | 1               | 0               | -                    | -                    | -                    | -           | -           | -           | 15     | 11     |
| 2021                     | NJ/NY Gotham             | NWSL                     | 14         | 0          | CC              | 3               | 1               | -                    | -                    | -                    | -           | -           | -           | 17     | 1      |
| 2022                     | Kristianstads DFF        | DS                       | 26         | 21         | CN              | 3               | 1               | -                    | -                    | -                    | -           | -           | -           | 29     | 22     |
| 2023                     | Kristianstads DFF        | DS                       | 17         | 12         | CN              | 4               | 2               | UWCL                 | 2                    | 1                    | -           | -           | -           | 23     | 15     |
| Totale Kristianstads DFF | Totale Kristianstads DFF | Totale Kristianstads DFF | 43         | 33         |                 | 7               | 3               |                      | 2                    | 1                    |             | -           | -           | 52     | 37     |
| 2023-2024                | Roma                     | A                        | 24         | 13         | CI              | 4               | 2               | UWCL                 | 8                    | 3                    | SI          | 1           | 0           | 37     | 18     |
| 2024-2025                | Roma                     | A                        | 16         | 6          | CI              | 4               | 0               | UWCL                 | 5                    | 2                    | SI          | 0           | 0           | 25     | 8      |
| Totale carriera          | Totale carriera          | Totale carriera          | 40         | 19         |                 | 8               | 2               |                      | 13                   | 5                    |             | 1           | 0           | 62     | 26     |
| Totale carriera          | Totale carriera          | Totale carriera          | 111        | 63         |                 | 19              | 6               |                      | 15                   | 6                    |             | 1           | 0           | 146    | 75     |

## Palmarès

### Club
- Campionato italiano: 1

Roma: 2023-2024
- Coppa Italia: 1

Roma: 2023-2024
- Supercoppa italiana: 1

Roma: 2024

### Nazionale
- Oro olimpico: 1

Tokyo 2020

### Individuale
- Capocannoniere della Serie A: 1

2023-2024 (13 reti)
- Miglior attaccante della Serie A: 1

2023-2024
- Gran Galà del calcio AIC: 1

Squadra dell'anno: 2024